# Islote Pedregal
Islote Pedregal es el nombre de una pequeña isla en las coordenadas georgráficas 16°56′N 89°55′O / 16.933, -89.917 ubicada en el lago Petén Itzá al norte del territorio Guatemalteco. Administrativamente depende del Departamento de Petén. Se encuentra 183 kilómetros al norte del centro geográfico de Guatemala y a 265 kilómetros al norte de la capital Ciudad de Guatemala.